# Arme nucléaire, radiologique, biologique et chimique

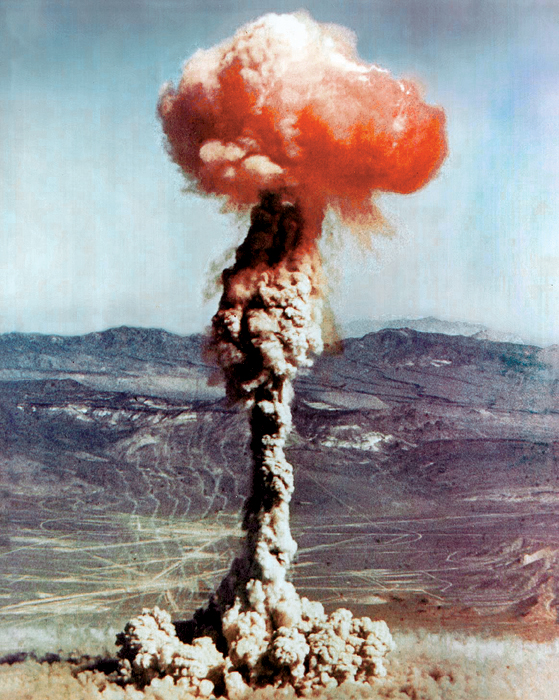
Explosion atomique de 14 kilotonnes lors de l'essai américain Buster-Jangle Charlie sur le site d'essais du Nevada en 1951.

Une arme nucléaire, radiologique, biologique ou chimique (NRBC) est une arme dangereuse qui est soit nucléaire, soit biologique, soit chimique, à laquelle, à la suite de la montée du terrorisme, le terme « radiologique » fut ajouté pour désigner la dissémination de produits radioactifs contaminants, par exemple par une « bombe radiologique », qui est différent d'une explosion nucléaire. On parle aussi d'arme CBRN d'après l'acronyme anglais. La lettre E a également été ajouté au sigle depuis, pour former NRBC-E et ainsi désigner les explosifs suceptibles d'infliger des dégats important et nécessitant une prise en charge particulière. 
Ces armes font partie des armes dites armes de destruction massive, dans le sens où leurs effets sont difficiles à contrôler et à confiner en vertu de leur puissance ou de leur pouvoir de dissémination dans l'environnement. Elles sont aussi appelées armes non conventionnelles.
D'un point de vue civil, les organismes chargés de la sécurité civile — pompiers, mais aussi police — ont des procédures d'intervention à mettre en œuvre, et qui outre les situations liées à la guerre et aux attentats, s'appliquent aussi aux accidents industriels.

## Contamination
Le risque NRBC, est la présence indésirable à un niveau significatif d’une substance liquide ou solide sur une surface, dans un milieu ou dans un organisme quelconque. Elle peut porter atteinte à l’intégrité du support ou de l’organisme et elle présente un risque de transfert de contamination pouvant être à l’origine de contamination secondaire et/ou croisée.

## Zonage

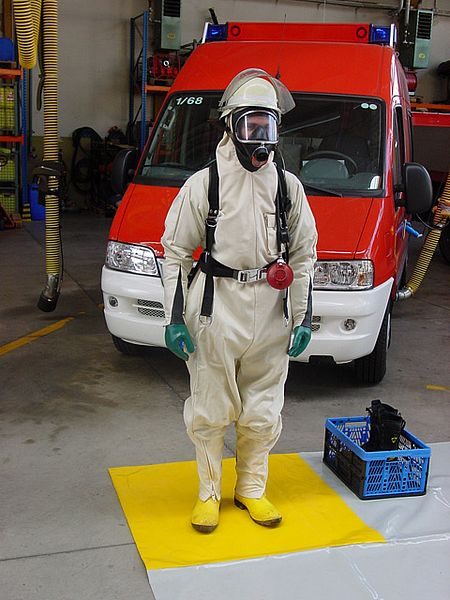
Combinaison de protection en zone contaminée de pompier allemand.

Dans le cadre d'une intervention de sécurité civile, les secours mettent en place trois zones :
- une zone de danger liquide (ZDL), directement contaminée ; aucun soin n'est prodigué dans cette zone, on effectue une extraction d'urgence des éventuelles victimes ;
- une zone de danger vapeur (ZDV), qui est en France de 500 m autour de la source de contamination ;
- une zone contrôlée, 50 m autour de la zone d'exclusion ;
- une zone de soutien, qui est l'extérieur de la zone contrôlée ; c'est dans cette zone que sont positionnés du personnel et matériel en attente d'engagement, ainsi que le point de rassemblement des victimes (PRV).

Le zonage prend en compte les conditions de terrain, en particulier l'effet du vent. Les zones contrôlées et dangereuses constituent la zone d'exclusion ; le personnel engagé dans cette zone doit être équipé d'une tenue adaptée.

## Les moyens de détections chimiques

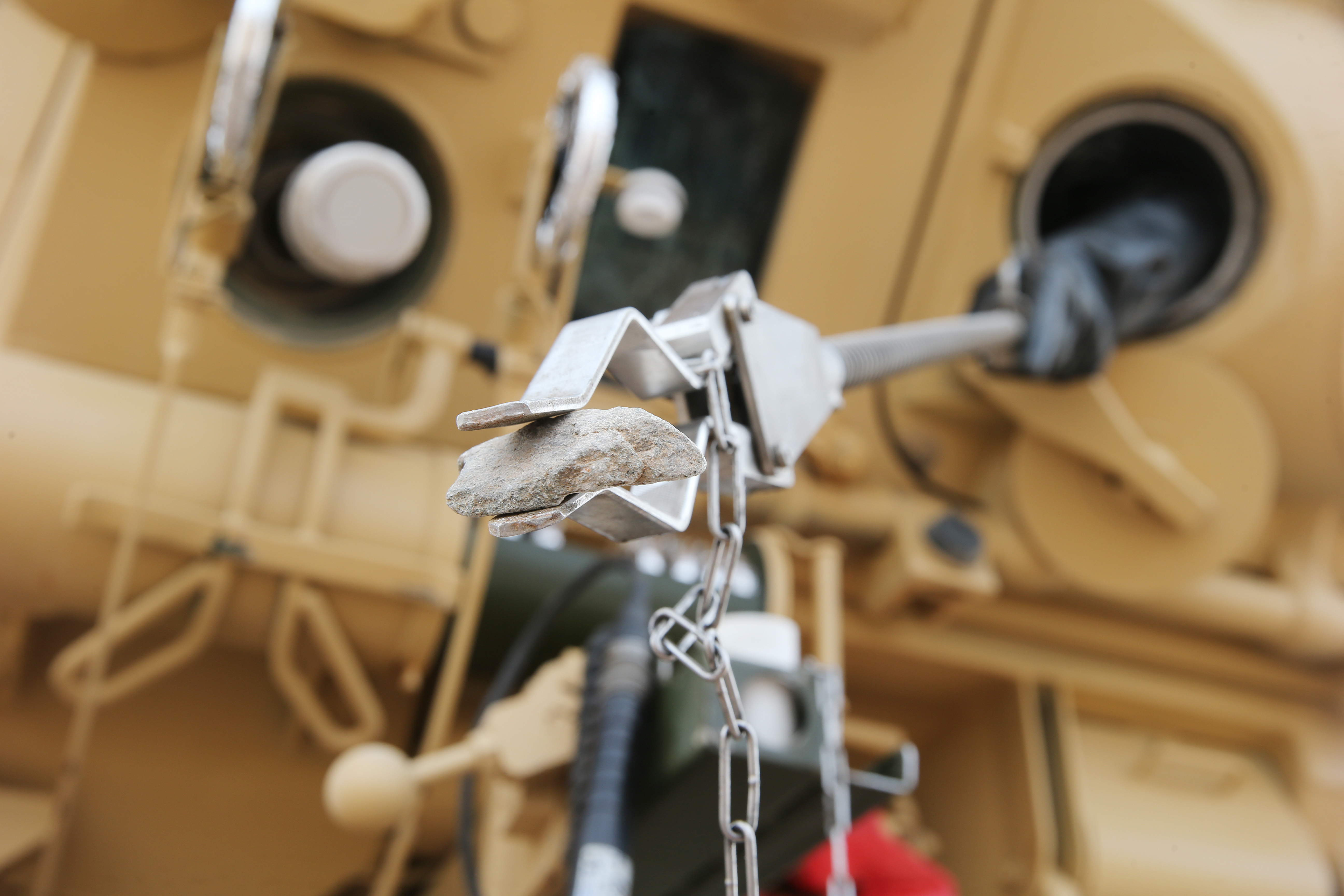
Un militaire britannique du Royal Tank Regiment depuis l'intérieur d'un véhicule blindé de reconnaissance NRBC TPz Fuchs manipulant un caillou.

Il existe depuis la Guerre froide plusieurs véhicules spécialisé dans la reconnaissance NRBC.
Le papier détecteur modèle F1 (PDF1), utilisé par l'armée française, réagit uniquement aux toxiques liquides. Il vire suivant les couleurs :
- rouge à violet : vésicant
- jaune à orangé : neurotoxiques G
- bleu, vert à noir : neurotoxique A

Le papier détecteur ne réagit pas aux toxiques sanguins.
Les appareils de détection utilisés en France sont :
- Le CAM : chemical agent monitor, il analyse des vapeurs par spectrométrie de masse (source radioactive) ;
- AP2C et AP4C de Proengin : analyse des vapeurs par spectrométrie de flamme ;
- S4PE de Proengin : complément à l'AP2C et AP4C, c'est un système de prélèvement des produits persistants par évaporation ; par échauffement, il transforme le liquide en vapeur, celle-ci est ensuite analysée par l'AP2C via une buse spéciale.
- Véhicule de détection, identification et prélèvement

## Les moyens de protection
Pour ces raisons, les militaires ont développé des moyens de protection collectifs, pour véhicules et bâtiments, et individuelle sous la forme d'une combinaison étanche dite « combinaison NBC » ou « NRBC » car permettant d'évoluer dans un environnement contaminé en limitant le risque d'exposition du porteur de l'équipement. Cette combinaison dispose d'un appareil respiratoire filtrant. Dans le cadre d'une opération de sécurité civile, les pompiers en tenue de feu avec appareil respiratoire isolant (ARI), en général premiers sur les lieux avant l'arrivée de la cellule adaptée (CMIC, CMIR), peuvent effectuer une reconnaissance de courte durée pour canaliser les victimes, avant d'être relevés par du personnel en tenue NRBC ; la tenue de feu est inadéquate, mais assure une protection suffisante sur une dizaine de minutes à condition de ne pas être en contact avec un matériau contaminant (liquide par exemple).

### La combinaison

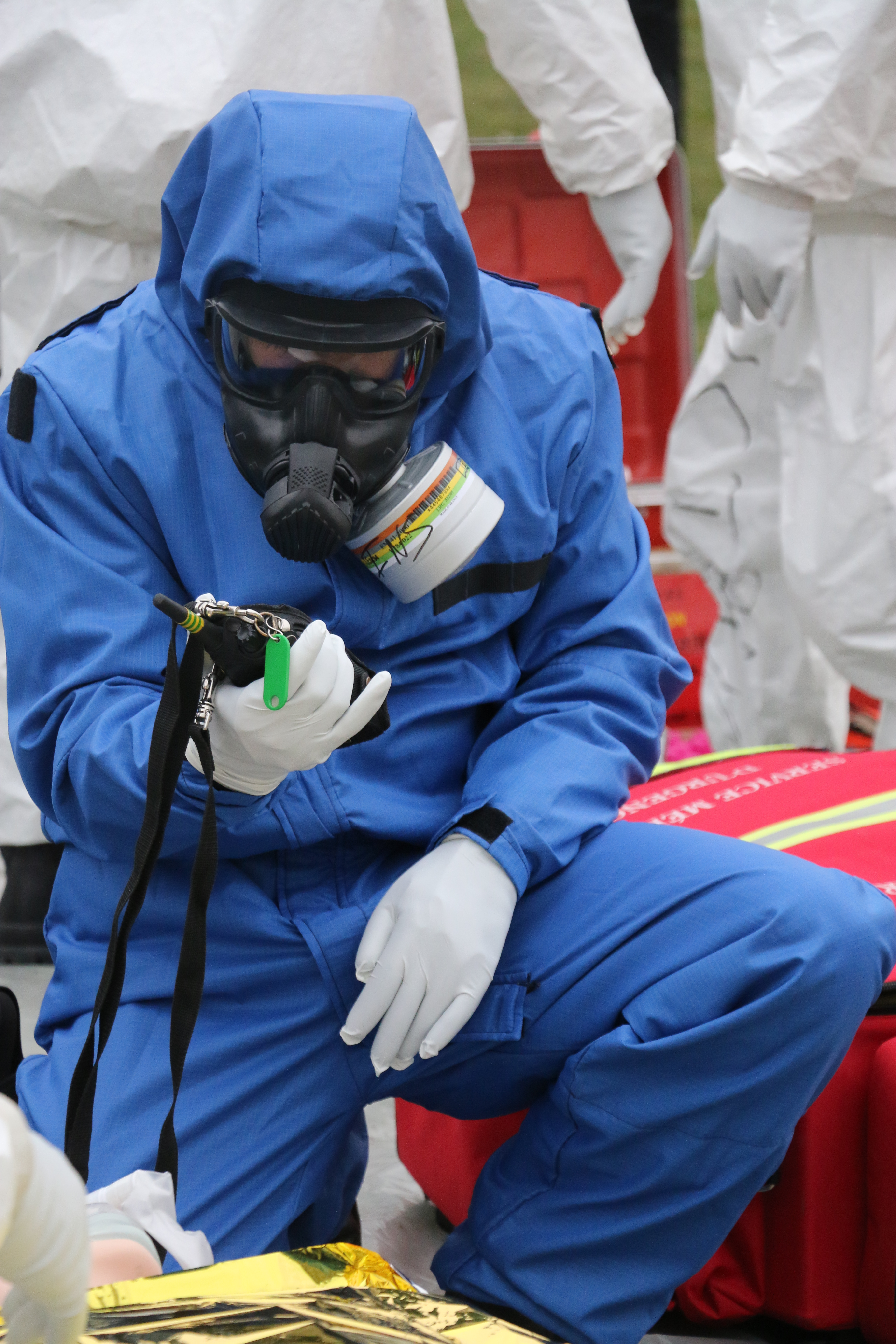
Pompier de la brigade des sapeurs-pompiers de Paris (BSPP), équipé d'un EPI filtrant ainsi que d'un masque de protection NRBC, lors d'un exercice NRBC en 2016.

- C3P : Combinaison de Protection à Port Permanent
- T3P : Tenue de Protection NBC à Port Permanent
- S3P : Survêtement de Protection NBC à Port Permanent (remplacé par la T3P)

### L'appareil respiratoire filtrant ou masque anti-gaz
L'appareil respiratoire filtrant ou masque anti-gaz utilisé au sein de l'armée française :
- l'ANP : l'appareil normal de protection modèle 51M53

Composition :
1. casque monobloc
2. viseur
3. soupape d'expiration
4. soupape d'inspiration
5. cartouche (joint caoutchouc, charbon actif, filtre contre aérosol)

- L'ANP VP: L'appareil normal de protection à vision panoramique

Composition :
1. casque
2. visière panoramique
3. dispositif d'expiration
4. cartouche (charbon actif contre gaz, filtre papier contre aérosol et poussière)
5. Prise d'alimentation liquide

### Scaphandre

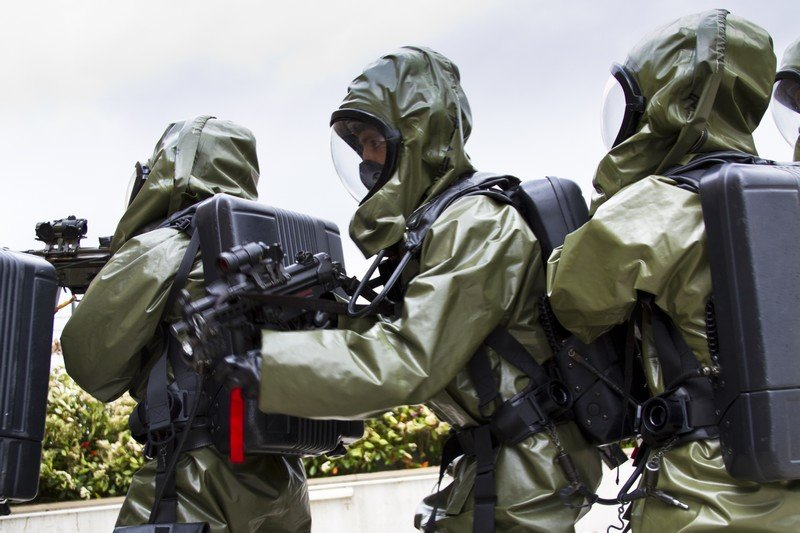
Trois opérateurs du GIGN équipés de scaphandre Matisec GR IV vert OTAN.

Scaphandre Matisec GR1 orange, première version des GR (cf image du dessus)

- Matisec GR IV[4] Chimique : Scaphandre d’intervention chimique de quatrième génération, garantissant une protection intégrale, fiable et sûre. Répondants à la norme EN 943-2, ils permettent des opérations de sauvetage variées en environnement dangereux, en milieu chimique corrosif, liquide ou gazeux
- Matisec GR IV SOL Chimique[5] : Déclinaison directe du scaphandre GR IV Chimique mais avec la bouteille d’air de l'Appareil Respiratoire Isolant (ARI) protégée à l’intérieur du scaphandre. Son étanchéité répond au test de pression interne des normes EN 464 et ISO 17491-1.
- Matisec GR IV vert OTAN[6] : Déclinaison directe du scaphandre GR IV Chimique mais de couleur VERT OTAN ce scaphandre est en dotation pour les forces spéciales de l’armée de terre, du GIGN.
- Matisec GR 1 Chimique: Scaphandre d’intervention chimique de première génération, garantissant une protection intégrale, fiable et sûre. Répondants à la norme EN 943-2, ils permettent des opérations de sauvetage variées en environnement dangereux, en milieu chimique corrosif, liquide ou gazeux

## La remise en condition physique
Avant de retirer une telle combinaison, il est nécessaire d'en décontaminer l'extérieur au moyen d'une douche spéciale, éventuellement accompagnée d'un passage sous une lumière ultraviolette (dans le cas d'agents infectieux).

### Décontamination
La décontamination c’est le procédé qui consiste à éliminer par absorption, destruction, neutralisation ou désactivation les agents chimiques ou biologiques ou, par enlèvement les agents radiologiques. Dans le cas de la décontamination immédiate ou d’urgence, elle doit être faite rapidement afin d’éviter la propagation des effets pathogènes, en particulier sur la peau, et le transfert de contamination.
La décontamination immédiate et décontamination d’urgence : la décontamination immédiate s’adresse plus au domaine militaire. Elle peut être effectuée par l’individu lui même et peut comprendre, en plus, la décontamination d’une partie des vêtements ou de l’équipement personnel. La décontamination d’urgence s’adresse au domaine civil pour limiter l’intoxication de la victime, généralement par voie cutanée, et pour prévenir le risque majeur de transfert de contamination et l’atteinte des sauveteurs.

### La décontamination sèche
Les procédures évoluent dans la domaine NRBC. Ainsi, un article paru dans Nature le 26 février 2019 nous apprend que les États-Unis viennent d’adopter un nouveau protocole d’intervention en réponse à un attentat ou à la suite d’un accident industriel d’ordre chimique.
La nouvelle est importante pour au moins 2 raisons :
- Le nouveau protocole incluant une décontamination sèche va améliorer d’une façon notable les soins apportés aux victimes ;
- Il résulte d’études sérieuses parues dans des journaux scientifiques internationaux.

En Europe, un projet, débuté en 2008 et terminé en 2011, nommé ORCHIDS (Optimisation through Research of Chemical incident Decontamination System) « Evaluation and Optimisation of emergency mass casualty decontamination » qui est à l’origine de ces résultats.
Il était sous la coordination de la « Health Protection Agency » (UK) et la participation des organismes suivants : « Agence suédoise de recherche pour la défense », «Faculty of Military Health Sciences Czech Republic», Institut de Recherches Biomedicales des Armées – IRBA (France).
Dans le cas d’une contamination de masse il a été décidé d’évaluer l’absorption de différents matériaux à la portée des premiers secours et capables de réaliser une décontamination « improvisée » des produits toxiques répandus lors de l’attaque.
La décontamination d’une peau de cochon a été mesurée en ex-vivo sur 5 produits chimiques et 19 produits absorbants allant de la couverture en coton aux couches pour incontinents en passant par le papier toilette, les éponges, les lingettes pour la cuisine ou le papier type « Sopalin ». Les résultats ont montré que, dans la majorité des cas, et en particulier pour les couches et le papier « Sopalin », la décontamination sèche a été plus efficace pour décontaminer la peau que la décontamination humide R-W-R (Rinse-Wipe-Rinse) qui consiste à rincer la peau à l’aide d’une solution détergente, puis à tamponner la surface de la peau avec de la gaze sèche et finalement à rincer avec de l’eau courante. De plus, l’opération est plus rapide, 5 secondes pour la décontamination sèche contre 90 secondes pour la décontamination humide.
En revanche, lorsque le contaminant est particulaire (contaminant biologique ou radioactivité) la décontamination sèche n’est pas efficace.

## Galerie

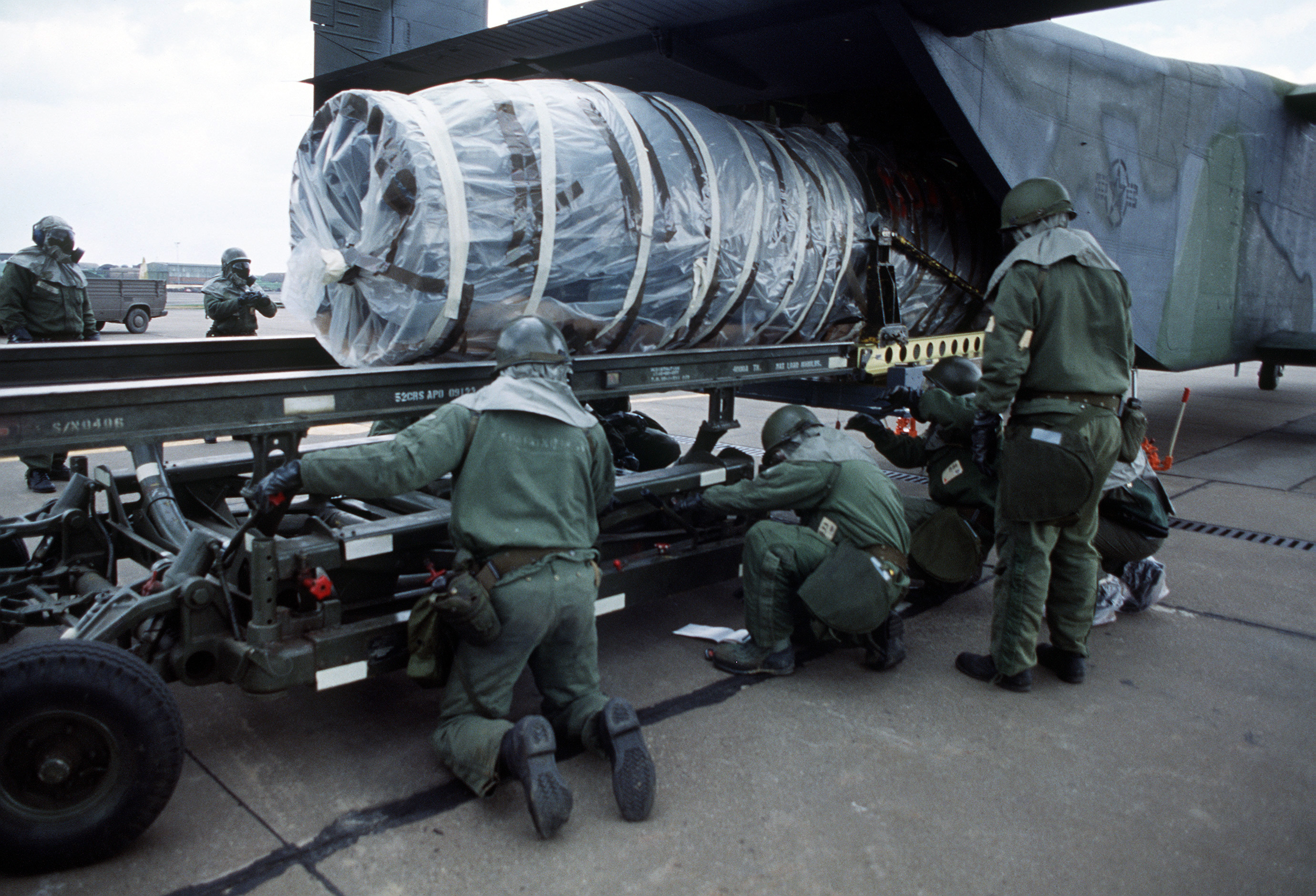
Personnels de l'USAF en tenue NBC durant un exercice sur un aéroport en 1985.
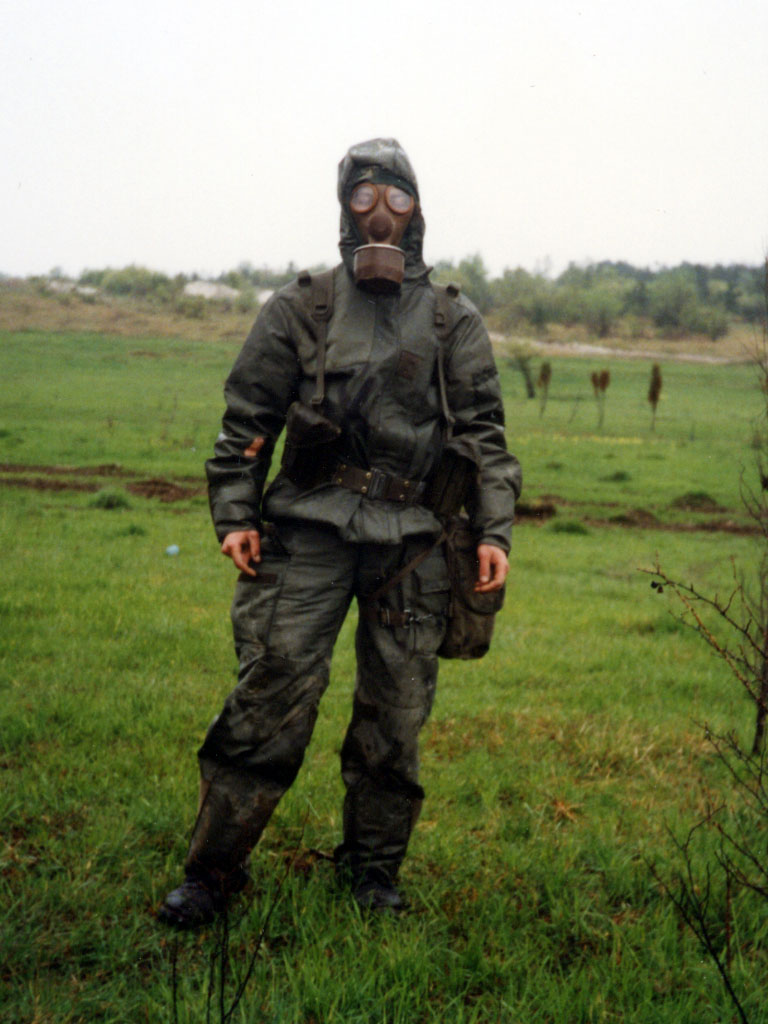
Tenue NBC de l'armée française en avril 1989. En situation réelle, on rajoute des gants et l'on vérifie que la tenue soit étanche.
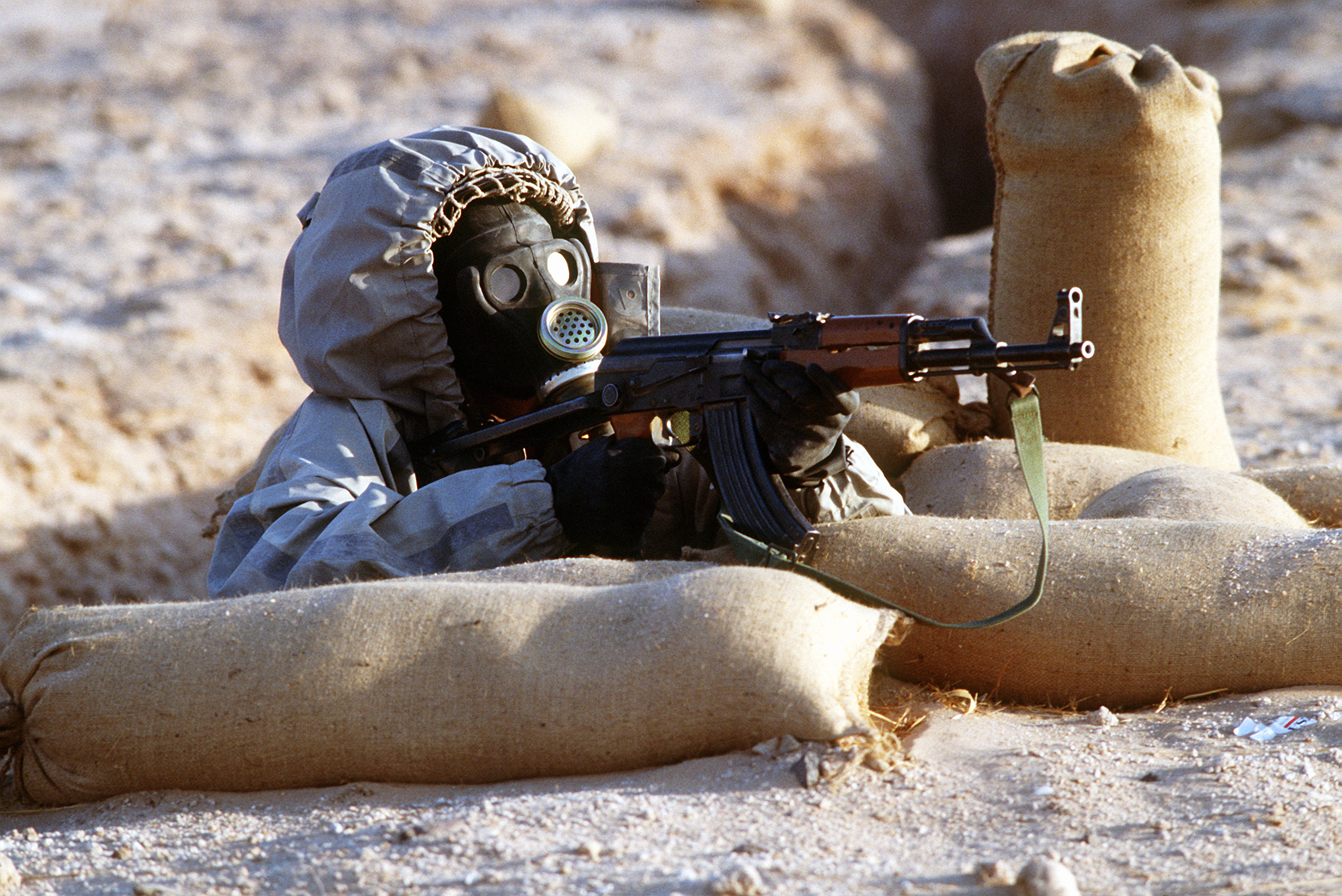
Un soldat de l'armée syrienne du Joint Force Command-North en tenue de protection NBC durant l'opération Bouclier du désert (1990, janvier 1991).
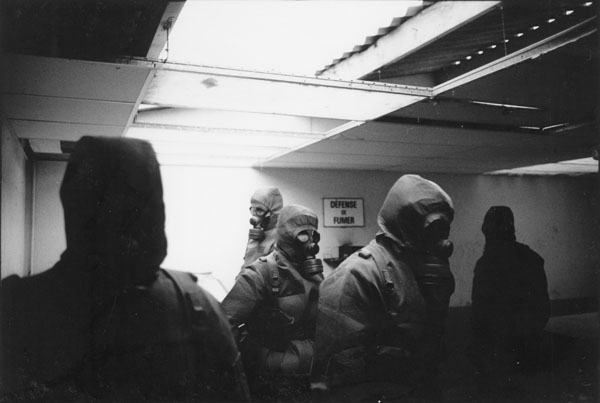
Entraînement NBC (Compiègne, France) - 1997
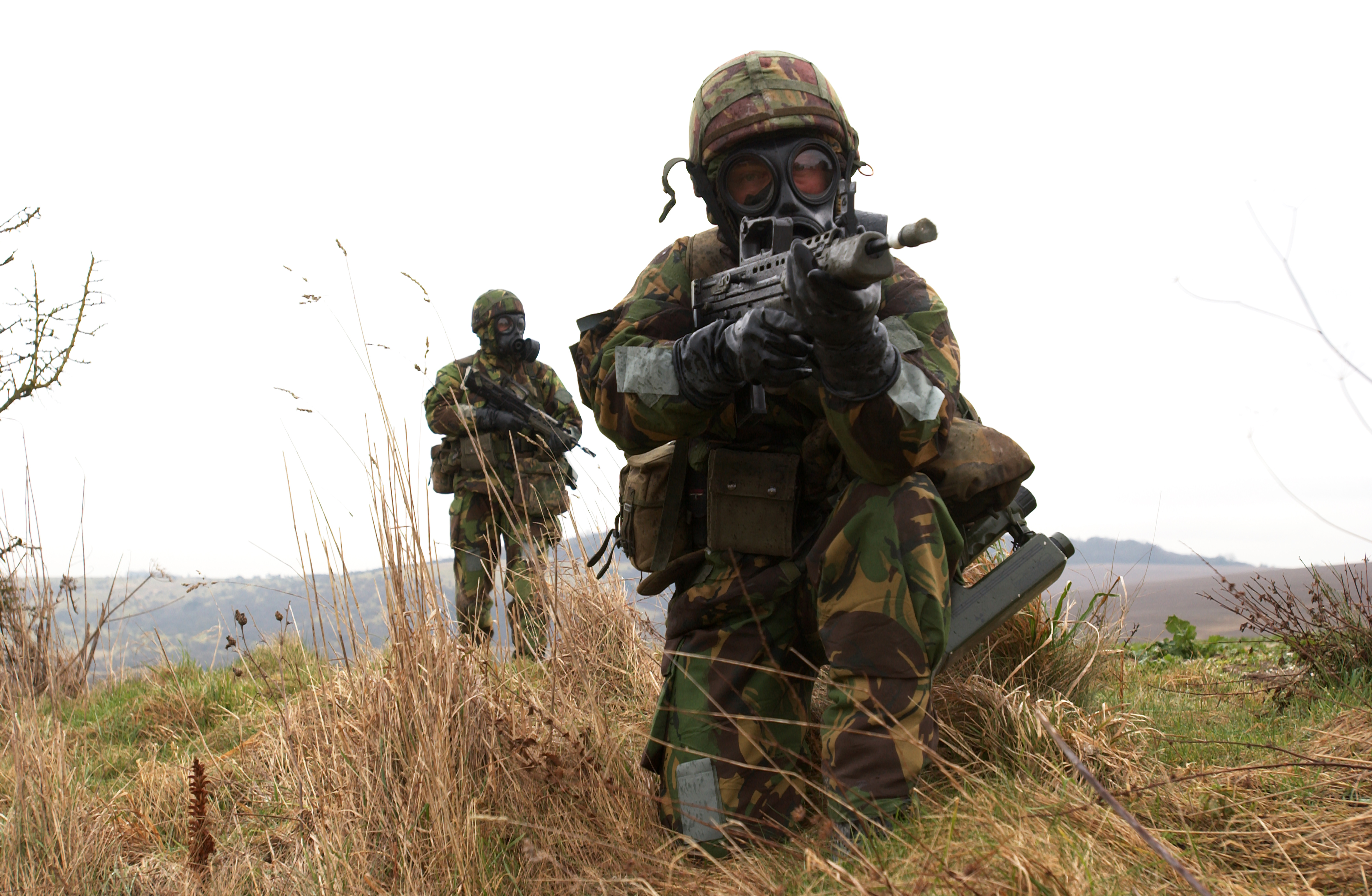
Fantassins britanniques en tenue NBC en 2002.
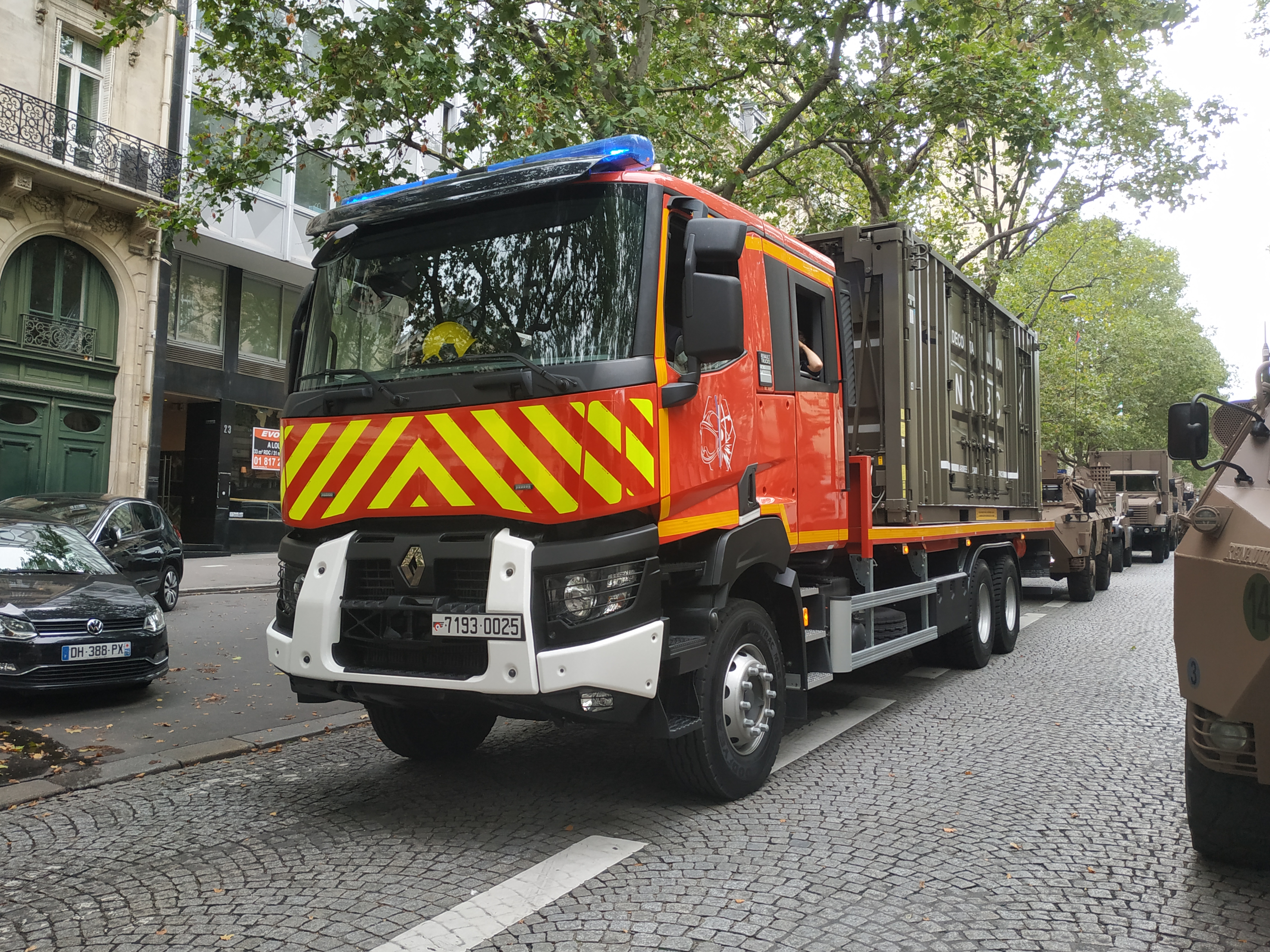
Camion des Pompiers de l'air, destiné à la lutte NRBC.